# Leo Scheffczyk
Leo Scheffczyk (Beuthen, 21 febbraio 1920 – Monaco di Baviera, 8 dicembre 2005) è stato un cardinale, presbitero e teologo tedesco.

## Biografia

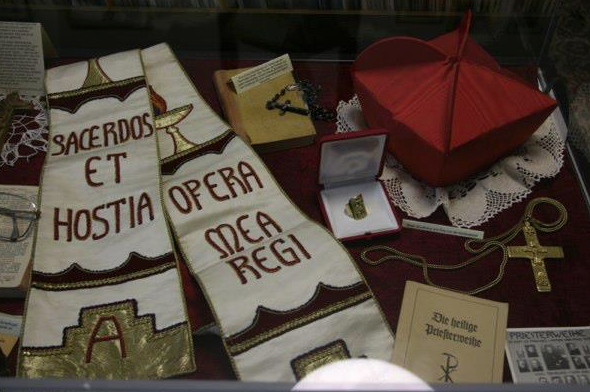
Stola di Leo Scheffczyk

Nacque a Beuthen (allora in Germania; ora Bytom, in Polonia) il 21 febbraio 1920.
Papa Giovanni Paolo II lo elevò al rango di cardinale nel concistoro del 21 febbraio 2001.
Anche papa Benedetto XVI lo ha conosciuto e stimato personalmente, come racconta nell'intervista contenuta nel volume Il mondo della fede cattolica. Verità e forma: «Io sono arrivato al seminario di Frisinga il 3 gennaio del 1946 e anche Leo Scheffczyk si trovava lì come profugo di guerra. Riesco ancora a vederlo, in modo molto chiaro, davanti a me, come un uomo silenzioso e per così dire molto sensibile».
Morì l'8 dicembre 2005 all'età di 85 anni. È sepolto nel cimitero della famiglia religiosa "Das Werk", a cui apparteneva, all'interno del monastero di Thalbach, Bregenz.

## Opere
Il mondo della fede cattolica. Verità e forma, con un'intervista a Benedetto XVI, Vita e Pensiero, Milano 2007